# Pylaisiobryum
Pylaisiobryum là một chi rêu trong họ Entodontaceae.